# Wielki Las (województwo pomorskie)
Wielki Las – osada w Polsce położona w województwie pomorskim, w powiecie wejherowskim, w gminie Luzino.